# Montesa King Scorpion
La Montesa King Scorpion, coneguda també com a King Scorpion 250, fou un model de motocicleta de tipus trail que fabricà Montesa entre 1970 i 1976. Al llarg de la seva vida comercial se'n produïren dues versions (la inicial i l'anomenada "Automix"), totes dues amb les mateixes característiques generals: motor de dos temps monocilíndric refrigerat per aire de 250 cc, bastidor de simple bressol, frens de tambor i amortidors de forquilla convencional davant i telescòpics darrere.
Tot i que al moment de l'aparició de la King Scorpion encara no existia el concepte de moto Trail -ni tampoc, en conseqüència, l'actual sinònim Dual Purpose-, aquest model ha estat considerat com a la primera Montesa d'aquesta modalitat, ja que era una motocicleta polivalent que permetia circular còmodament tant sobre asfalt com per fora d'asfalt, per bé que anava encarada sobretot a l'ús en carretera. Se'n fabricaren poques unitats, la majoria destinades al mercat nord-americà, i per aquest motiu és un model molt preuat pels col·leccionistes. La segona versió, l'Automix, incorporava un nou sistema de greixatge del motor creat per Montesa i destacava per la qualitat d'acabats i equipament, de clara inspiració japonesa, poc habituals a l'època.

## Models relacionats
La Montesa Texas 250 de 1966, destinada també al mercat nord-americà, fou coneguda al seu temps com a Scorpion o Texas Scorpion 250; el 1972, Montesa llançà també un petit ciclomotor de 49 cc inspirat en la King Scorpion, al qual anomenà simplement Scorpion 50. Finalment, abans de l'aparició de la Montesa Enduro, nombrosos pilots de la marca competien en proves d'enduro amb unitats de King Escorpion adaptades a aquesta disciplina.

## Versions

### Llista de versions produïdes
| Versió                    | Id. Model                 | Anys                      | Núm. Sèrie                | Unitats | Color dipòsit       |
| ------------------------- | ------------------------- | ------------------------- | ------------------------- | ------- | ------------------- |
| 250                       | 34M                       | 1970 - 1972               | 34M0001-                  | 3.310   | Vermell             |
| Automix                   | 44M                       | 1972 - 1976               | 44M0001-                  | 2.877   | Bronze metal·litzat |
| Total d'unitats produïdes | Total d'unitats produïdes | Total d'unitats produïdes | Total d'unitats produïdes | 6.187   |                     |

1. ↑  N'hi hagué també una sèrie en color verd metal·litzat.[6]

### 250
Dissenyada per Leopoldo Milà, la primera King Scorpion partia de la base de la Cota 247 de trial, de la qual adoptava motor i xassís. Un exemplar d'aquest model es va fer arribar a l'astronauta Neil Armstrong poc després que hagués tornat de la missió Apollo 11 (1969), en què fou el primer home a caminar sobre la Lluna. La idea se li acudí a Pere Permanyer, gran admirador del progrés científic i tècnic, i l'importador de Montesa als EUA, Kim Kimball, la va materialitzar: després d'escriure una carta a Armstrong expressant-li el seu desig de regalar-li la moto, aquest va telefonar a la seva oficina per dir-li que, en cas que acceptés, no implicava cap suport a la marca i la notícia no es podia fer servir com a promoció publicitària. Arribats a aquest acord, Kim Kimball en persona li va lliurar la moto.
Fitxa tècnica
| Montesa King Scorpion 250                                                                    | Montesa King Scorpion 250 | Montesa King Scorpion 250 |
| -------------------------------------------------------------------------------------------- | ------------------------- | ------------------------- |
| Id. Model                                                                                    | 34M                       |                           |
| Núm. Sèrie                                                                                   | 34M0001-                  |                           |
| Anys                                                                                         | 1970 - 1972               |                           |
| CC                                                                                           | 247,69                    |                           |
| Diàmetre x Carrera                                                                           | 72,5 x 60 mm              |                           |
| Compressió                                                                                   | 9:1                       |                           |
| CV                                                                                           | 22,8 a 6.500 rpm          |                           |
| Carburador                                                                                   | Amal 627 27 mm            |                           |
| Canvi                                                                                        | 5 velocitats              |                           |
| Suspensió davant                                                                             | Telescòpica               |                           |
| Suspensió darrera                                                                            | Oscil·lant                |                           |
| Pneumàtic davant                                                                             | 3,00 x 19"                |                           |
| Pneumàtic darrera                                                                            | 4,00 x 18"                |                           |
| Frens davant                                                                                 | Tambor 180 mm             |                           |
| Frens darrera                                                                                | Tambor 180 mm             |                           |
| Pes en sec                                                                                   | ?                         |                           |
| Capacitat dipòsit                                                                            | 11 l                      |                           |
| Color dipòsit                                                                                | Vermell                   |                           |
| \| • Altres \| \| -------------------------------- \| \| - Velocitat màxima: 125 km/h[14] \| |                           |                           |
| • Altres                                                                                     |                           |                           |
| - Velocitat màxima: 125 km/h                                                                 |                           |                           |

1. ↑  Hi havia un kit de potenciació optatiu que permetia assolir els 31 CV a 7.000 rpm[13]

### Automix
La novetat més destacada de la segona versió era el nou sistema de greixatge de motor, registrat per Montesa amb el nom d'"Automix" (d'aquí el nom del model), el qual actuava per greixatge separat i permetia oblidar-se de l'habitual mescla manual d'oli i benzina al dipòsit de combustible. El sistema Automix disposava d'un dipòsit d'oli sota el selló de la moto -al costat dret, amb un visor per a poder-ne controlar el nivell- i una bomba de dosificació amb cabal sincronitzat de forma automàtica amb el comandament del gas i les revolucions del motor. El xassís i el motor eren adaptats dels de la Cappra VR de motocròs, un model inspirat en el que havia pilotat amb èxit Kalevi Vehkonen al mundial de motocròs durant la temporada de 1972.
El 1974, Montesa llançà un model basat en la King Scorpion Automix, pràcticament igual però d'estricta carretera, la Rapita 250.
Fitxa tècnica
| Montesa King Scorpion Automix | Montesa King Scorpion Automix | Montesa King Scorpion Automix |
| --- | ----------------------------- | ----------------------------- |
| Id. Model | 44M                           |                               |
| Núm. Sèrie | 44M0001-                      |                               |
| Anys | 1972 - 1976                   |                               |
| CC | 246,3                         |                               |
| Diàmetre x Carrera | 70 x 64 mm                    |                               |
| Compressió | 10:1                          |                               |
| CV | 24 a 6.800 rpm                |                               |
| Carburador | Bing 11500-32 32 mm           |                               |
| Canvi | 5 velocitats                  |                               |
| Suspensió davant | Telescòpica                   |                               |
| Suspensió darrera | Oscil·lant                    |                               |
| Pneumàtic davant | 3 x 21" (motocròs)            |                               |
| Pneumàtic darrera | 4 x 18"                       |                               |
| Frens davant | Tambor 130 mm                 |                               |
| Frens darrera | Tambor 150 mm                 |                               |
| Pes en sec | 110 kg                        |                               |
| Capacitat dipòsit | 10 l                          |                               |
| Color dipòsit | Bronze metal·litzat           |                               |
| \| • Altres \| \| ----------------------------------------------------------------------------------------------------------------- \| \| - Encesa: Motoplat - Longitud total: 2.130 mm - Distància entre eixos: 1.425 mm - Velocitat màxima: 124 km/h[a 3] \| |                               |                               |
| • Altres |                               |                               |
| - Encesa: Motoplat - Longitud total: 2.130 mm - Distància entre eixos: 1.425 mm - Velocitat màxima: 124 km/h |                               |                               |

Notes
1. ↑  Optatiu: 2,75 x 21" (trial)
2. ↑  N'hi hagué també una sèrie en color verd metal·litzat.
3. ↑  140 km/h segons una altra font.[16]